# Parc naturel de la vallée du Tessin
Le parc naturel de la vallée de Tessin (italien : Parco naturale della Valle del Ticino) est une réserve naturelle italienne qui s'étend sur le territoire de onze municipalités de la province de Novare, à proximité de la rivière Tessin, face au Parc naturel lombard de la vallée du Tessin sur l’autre rive.
Cette zone protégée (dont le siège est situé dans la municipalité de Cameri) a été créé par une loi régionale de 1978 et, au fil des ans, est devenu site d'importance communautaire.
Le parc se compose de différents écosystèmes qui incluent des bois, des prairies, des landes et zones humides, la rivière avec ses méandres.

## Territoire
Le parc s'étend dans la partie orientale de la province de Novare, au sud du lac Majeur, sur une superficie d'environ 6 561 hectares qui comprend un certain nombre de villes à proximité du Tessin: Bellinzago Novarese, Cameri, Castelletto sopra Ticino, Cerano, Galliate, Marano Ticino, Oleggio, Pombia, Romentino, Trecate et Varallo Pombia. Les forêts occupent environ 60 % de la région, en alternance avec des cultures dans le sud, dans la partie plate du parc.

## Flore
La majeure partie du territoire est occupée par les forêts de feuillus. Ceux-ci s'étendent depuis le nord de la vallée vers le sud, en alternance avec des cultures et des prairies dans la partie sud du parc. Les forêts sont composées de plantes différentes, dont: ormes, peupliers, acacias et de chênes. Dans les sous-bois, on peut trouver le noisetier, le prunellier et l'aubépine.
Parmi les fleurs herbacées qui poussent dans les bois, le long des prairies et des landes se trouvent : la dent de chien, la Scille du Pérou, la pervenche et la primevère. Le nénuphar, le nénuphar jaune et la massette à larges feuilles constituent la végétation aquatique typique.

## Faune
Les principaux mammifères sont: écureuils, les lièvres, les lapins et les renards, qui sont présents dans les zones moins humides. réels et nuit.
Dans les zones humides, sont présents sarcelles, foulques, hérons, colverts, parmi les amphibiens, le pélobate brun, et chez les poissons, la truite, le brochet et le chevesne.

## Lieux et monuments

### Le vieux moulin de Bellinzago Novarese
Situé dans la municipalité de Bellinzago Novarese, ce moulin est le dernier en activité dans la vallée du Tessin. Il accueille aujourd'hui, le Centre régional d'éducation environnementale. La structure, mentionnée dans les documents du XVIe siècle, a été acheté par le parc qui, au fil des ans et avec l'aide de la région, a été amenée à le récupérer et à le restaurer, pour le faire visiter.

### Villa Picchetta

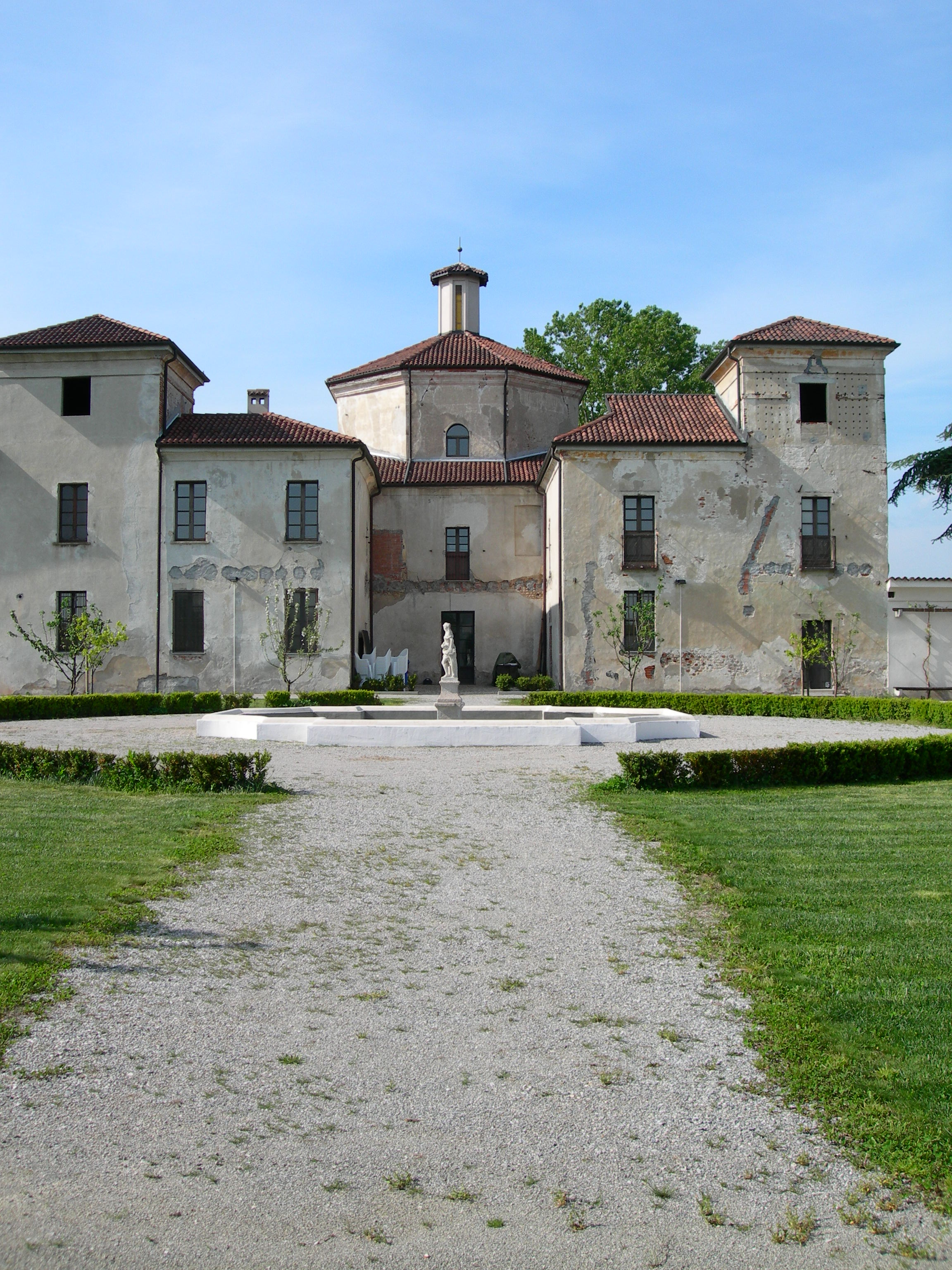
La villa Picchetta

Située dans la commune de Cameri, la villa (propriété de la région) est le siège du parc. Le complexe architectural se compose d'un petit palais et de bâtiments du XVIe siècle.

## Zones associées
Avec le parc naturel des Lagoni de Mercurago, la réserve naturelle des Canneti di Dormelletto (it), la réserve naturelle Fondo Toce et la réserve naturelle de Bosco Solivo (it), le parc est géré par l'Ente di gestione delle Aree Protette del Ticino e del Lago Maggiore.
En 2002, le vallée du Tessin dans son ensemble (parc Naturel de la vallée du Tessin et parc lombard de la vallée du Tessin) a été reconnue comme une réserve de la biosphère et est entrée pleinement dans le réseau mondial des réserves de biosphère.